# Leonor Fini
Leonor Fini (1907-1996) là một họa sĩ, nhà thiết kế, họa sĩ minh họa và tác giả người Argentina nổi tiếng với những tranh miêu tả về những người phụ nữ quyền lực.

## Đầu đời
Sinh ra ở Buenos Aires, Argentina, bà lớn lên ở Trieste, Ý, thành phố quê hương của mẹ cô. Các trận chiến giữa cha và mẹ bà về quyền chăm sóc con cái dẫn đến việc bà thường xuyên phải lên máy bay và cải trang đột ngột. Bà chuyển đến Milan năm 17 tuổi và sau đó tới Paris, vào năm 1931 hoặc 1932. Ở đó, bà làm quen với Carlo Carrà và Giorgio de Chirico, người truyền cảm hứng cho công việc của cô. Bà cũng biết đến Paul Éluard, Max Ernst, Georges Bataille, Henri Cartier-Bresson, Picasso, André Pieyre de Mandiargues và Salvador Dalí. Bà đi du lịch châu Âu bằng ô tô với Mandiargues và Cartier-Bresson, nơi bà được Cartier-Bresson chụp ảnh khỏa thân trong bể bơi. Bức ảnh của Fini được bán vào năm 2007 với giá 305.000 đô la Mỹ - mức giá cao nhất được trả khi bán đấu giá cho một trong những tác phẩm của ông cho đến ngày đó.

## Nghề nghiệp
Fini không được đào tạo nghệ thuật chính thức, nhưng bà đã quen thuộc với phong cách Phục hưng và Phong tục truyền thống do sự giáo dục ở Ý. Triển lãm lớn đầu tiên của bà là vào năm 1936 tại New York tại Phòng trưng bày Julian Levy. Fini được coi là một phần của thế hệ nghệ sĩ Paris thời tiền chiến, và vượt xa hầu hết các đồng nghiệp nghệ sĩ của cô. Các nghệ sĩ siêu thực ở Pháp trở nên rất thích thú với bà khi bà bắt đầu trở thành một nghệ sĩ và biết bà là người quan trọng trong phong trào. Bà được nhắc đến trong hầu hết các tác phẩm toàn diện về chủ nghĩa siêu thực, mặc dù một số người bỏ rơi bà (và bà không coi mình là một siêu thực). Năm 1943, Fini được đưa vào Triển lãm của Peggy Guggenheim bởi 31 Phụ nữ tại phòng trưng bày Art of This Century ở New York. Năm 1949, Frederick Ashton đã biên đạo một vở ballet được Fini khái niệm, "Le Rêve de Leonor" (Giấc mơ của Leon Leonor) với âm nhạc của Benjamin Britten. Tại London, bà đã trưng bày tại phòng trưng bày Kaplan năm 1960 và tại Phòng trưng bày Hanover năm 1967. Trong Mùa hè năm 1986, có một hồi tưởng tại Musée du Luxembourg ở Paris đã thu hút hơn 5.000 người mỗi ngày. Nó bao gồm hơn 260 tác phẩm trên nhiều phương tiện truyền thông. Cống hiến cho nhiều con đường nghệ thuật và sáng tạo mà sự nghiệp của bà đã trải qua trọn đời, có hơn 100 bức tranh màu nước và tranh vẽ, khoảng 80 thiết kế nhà hát / trang phục và khoảng 70 bức tranh, 5 mặt nạ, v.v... Nhiều bức tranh của bà có phụ nữ ở vị trí quyền lực, một ví dụ về bức tranh này là bức tranh La Bout du Monde Một nhân vật nữ chìm trong nước đến ngực với những hộp sọ người và động vật bao quanh cô. Madonna đã sử dụng hình ảnh này trong video "Bedtime Story" vào năm 1994. Vào mùa xuân năm 1987, bà có một cuộc triển lãm tại phòng trưng bày Editions Graphique của London Fini cũng được giới thiệu trong một cuộc triển lãm mang tên Phụ nữ, Chủ nghĩa siêu thực và Tự đại diện tại Bảo tàng Nghệ thuật Hiện đại San Francisco năm 1999.